# Péninsule de Floride
La péninsule de Floride est une péninsule d'Amérique du Nord qui s'avance vers le sud dans l'océan Atlantique en délimitant à l'ouest le golfe du Mexique et au sud et à l'est le détroit de Floride qui le sépare de Cuba et des Bahamas.

## Géographie
Elle relève de l'État américain de Floride, auquel elle fournit l'essentiel de son territoire, exception faite de la panhandle et des îles océaniques telles que les Keys, situées plus au sud au-delà de la baie de Floride ; elle a donc une influence majeure sur la géographie de la Floride. Par ailleurs, une toute petite partie de l'État américain de Géorgie occupe cette péninsule.
D'un point de vue topographique, la péninsule de Floride constitue l'extrémité méridionale de la plaine côtière atlantique.